# Haut Enseignement Commercial pour les jeunes filles
Haut Enseignement Commercial pour les jeunes filles (mai frecvent HEC Jeunes Filles), este o școală superioară franceză de comerț și management, rezervată femeilor, care a funcționat între 1916 și 1975. HECJF este o calificare recunoscută de stat în Franța. Diploma a permis economia și managementul să fie predate în școlile primare și a oferit credite pentru a deveni contabil public.
Numită inițial EHEC, școala a fost redenumită HEC Jeunes Filles la eliberare.
HECJF și absorbită în 1975 de HEC Paris.
Din 1 ianuarie 2013, HECJF Alumnae este membru cu drepturi depline al HEC Alumni.

## Absolvenți celebri
- Édith Cresson, politiciană franceză, prima femeie care a îndeplinit funcția de șef al guvernului francez, în timpul președinției lui François Mitterand, de la 15 mai 1991 până la 2 aprilie 1992